# Lysica
Lysica este o comună slovacă, aflată în districtul Žilina din regiunea Žilina. Localitatea se află la altitudinea de 475 m deasupra n.m., se întinde pe o suprafață de 15,53 km2 și în 2017 număra 834 de locuitori.

## Istoric
Localitatea Lysica este atestată documentar din 1475.

## Demografie
| An:                | 1994 | 2004   | 2014   | 2024   |
| ------------------ | ---- | ------ | ------ | ------ |
| Număr de persoane: | 912  | 859    | 835    | 901    |
| Diferență:         |      | −5,81% | −2,79% | +7,90% |

| An:                | 2023 | 2024   |
| ------------------ | ---- | ------ |
| Număr de persoane: | 893  | 901    |
| Diferență:         |      | +0,89% |